# Роталминстер
Роталминстер (њем. Rotthalmünster) град је у њемачкој савезној држави Баварска. Једно је од 38 општинских средишта округа Пасау. Према процјени из 2010. у граду је живјело 5.003 становника. Посједује регионалну шифру (AGS) 9275143.

## Географски и демографски подаци
Роталминстер се налази у савезној држави Баварска у округу Пасау. Град се налази на надморској висини од 340–485 метара. Површина општине износи 44,5 km². У самом граду је, према процјени из 2010. године, живјело 5.003 становника. Просјечна густина становништва износи 112 становника/km².